# Convergent Technologies Operating System
Convergent Technologies Operating System (CTOS) est un système d'exploitation développée par la société Convergent Technologie.
Il a été licencié par Bull, sous le nom de Starsys, par Burroughs Corporation sous le nom de BTOS, par MDS (Mohawk Data Sciences) sous le nom de HOs, et par Thomson sur les systèmes Corail B4000.

## Historique
La première version équipait les stations de travail de Convergent vers 1980. Bull l'adopta vite pour sa série Questar 400, sur le micro-ordinateur Micral, dérivée des machines de Convergent.Burroughs Corporation l'adopta pour sa série B20, qui incluait les machines B21, B22 à processeur Intel 8088, et B21T à processeur Intel 8086, équivalentes aux machines Convergent (mais rebadgées Burroughs)

## Caractéristiques
Il fonctionne sur des machines à base de la famille Intel 8086. Il était dès le départ multitâche. Il utilisait un micro-noyau et un système de passage de messages. Le système intégrait en standard une couche réseau permettant de créer des grappes de stations de travail avec un serveur commun. Le système d'exploitation des stations de travail pouvait au choix être amorcé depuis un disque local ou depuis le serveur à travers le réseau.
Le système de fichier accepte des noms longs. Il a une hiérarchie volume / répertoire / fichier (avec un seul niveau de répertoire) : Chaque volume et répertoire sont référencés avec des délimiteurs pour les identifier et peuvent être suivis du nom du fichier par exemple : [NomVolume]<NomRépertoire>NomFichier et {Noeud}[NomVolume]<NomRépertoire>NomFichier pour accéder à une autre machine

## Quelques applications
StarText (nom Bull)le traitement de texte, assez évolué pour l'époque, avec composition à l'écran, multivue, copier-coller, etc.
Multiplanle tableur bien connu de Microsoft.
Ratsun jeu époustouflant, réalisé (en mode texte...) avec des fontes écrans modifiées, où l'on se promenait dans un labyrinthe envahi par des rats qu'il fallait détruire. Le jeu Snipes (en) est le jeu sur DOS s'en rapprochant le plus..